# Psary (powiat pułtuski)
Psary – wieś w Polsce położona w województwie mazowieckim, w powiecie pułtuskim, w gminie Obryte. Ma status sołectwa.
W Psarach znajduje się zabytkowy budynek szkoły sprzed czasów II wojny światowej.
| SIMC    | Nazwa        | Rodzaj     |
| ------- | ------------ | ---------- |
| 0515336 | Psary-Maliki | część wsi  |
| 0515371 | Psary-Nowiny | przysiółek |

Najwcześniejsze wzmianki o wsi pochodzą z ok. 1230 roku.
Psary to prywatna wieś duchowna położona była w drugiej połowie XVI wieku w powiecie kamienieckim ziemi nurskiej województwa mazowieckiego. 
W XVII wieku w Psarach znajdowała się karczma, którą zaopatrywano w piwo warzone w pobliskich Bartodziejach.
Psary wchodziły w skład dóbr narodowych Obryte, które powstały po utworzeniu Królestwa Polskiego.
W latach 1975–1998 miejscowość należała administracyjnie do województwa ostrołęckiego.
17 sierpnia 2003 roku w Psarach wybuchł ogromny pożar. Pierwsza zajęła się jedna ze stodół. Strażacy z Pułtuska oraz okolicznych gmin i miast dogaszali pożar przez dwa dni. Spłonęło 27 budynków, maszyny i płody rolne oraz zwierzęta.